# Tachina enotata
Tachina enotata är en tvåvingeart som beskrevs av Walker 1853. Tachina enotata ingår i släktet Tachina och familjen parasitflugor. Inga underarter finns listade i Catalogue of Life.